# Go-cola
Go-cola („krowia cola”), także Gau Jal – marka napojów gazowanych typu cola, sprzedawanych w Indiach. Charakterystyczną cechą napoju jest jego skład – oprócz tradycyjnej coli i cukru, znajdują się w niej również cztery rodzaje ziół i krowia uryna (mocz), która według medycyny indyjskiej posiada właściwości lecznicze. Go-cola sprzedawana jest w trzech smakach: cytrynowym, pomarańczowym i różanym. Sprzedawana w szklanych butelkach o pojemności 300 ml lub w puszkach o poj. 330 ml.